# NOM1
NOM1‏ (Nucleolar protein with MIF4G domain 1) هوَ بروتين يُشَفر بواسطة جين NOM1 في الإنسان.